# Hörup
Hörup település Németországban, Schleswig-Holstein tartományban. Lakosainak száma 617 fő (2023. december 31.).

## Népesség
A település népességének változása:
| Lakosok száma | 548  | 598  | 622  | 608  | 620  | 617  |
|               | 1975 | 2017 | 2019 | 2021 | 2022 | 2023 |